# Sephora
Sephora reprezintă un celebru lanț de magazine cu parfumuri și produse de înfrumusețare, înființat în 1969, de Dominique Mandonnaund, în Franța.
Face parte din grupul LVMH.

## Sephora în România
Compania este prezentă și în România, având 19 magazine și 250 de angajați în anul 2010.
Cifra de afaceri:
| Anul          | 2008 | 2007 |
| ------------- | ---- | ---- |
| milioane euro | 23,6 | 17,4 |